# Пейо Уестамендія
Пейо Уестамендія Агірребуруальде (ісп. Peio Huestamendia Aguirreburualde; нар. 8 листопада 2006) — іспанський футболіст, вінгер клубу «Атлетік» (Більбао), який виступає за резервну команду «Більбао Атлетік».

## Клубна кар'єра
Виступав за юнацьку команду «Бертоласа», звідки перейшов до академії «Атлетіка» (Більбао). В сезоні 2023–24 почав виступати за «Басконію» в Терсері Федерасьйон.
10 травня 2025 року дебютував за резервну команду в матчі Прімери Федерасьйон проти клубу «Уніоністас». 17 травня 2025 року в поєдинку проти «Сельти Б» забив свій перший гол за клуб. В сезоні 2024–25 разом з «Басконією» став переможцем Терсери (група 4), здобувши підвищення до Сегунди Федерасьйон.

## Кар'єра в збірній
Виступав за збірні Іспанії до 16, до 17, до 18 і до 19 років. В листопаді 2023 року в складі збірної до 17 років виступав на юнацькому чемпіонаті світу в Індонезії. На турнірі зіграв в чотирьох зустрічах, а іспанці програли у чвертьфіналі збірній Німеччині.
У червні 2025 року потрапив у заявку збірної до 19 років на юнацький чемпіонат Європи в Румунії. На турнірі провів чотири матчі, відзначившись м'ячем проти збірної Чорногорії, а його команда дійшла до фіналу, де поступилась нідерландцям.

## Статистика виступів
Станом на 17 травня 2025 
| Клуб              | Сезон             | Чемпіонат           | Чемпіонат | Чемпіонат | Кубок | Кубок | Єврокубки | Єврокубки | Інші  | Інші | Всього | Всього |
| Клуб              | Сезон             | Дивізіон            | Матчі     | Голи      | Матчі | Голи  | Матчі     | Голи      | Матчі | Голи | Матчі  | Голи   |
| ----------------- | ----------------- | ------------------- | --------- | --------- | ----- | ----- | --------- | --------- | ----- | ---- | ------ | ------ |
| Басконія          | 2023–24           | Терсера Федерасьйон | 10        | 0         | —     | —     | —         | —         | —     | —    | 10     | 0      |
| Басконія          | 2024–25           | Терсера Федерасьйон | 28        | 5         | —     | —     | —         | —         | —     | —    | 28     | 5      |
| Басконія          | Всього            | Всього              | 38        | 5         | 0     | 0     | 0         | 0         | 0     | 0    | 38     | 5      |
| Більбао Атлетік   | 2024–25           | Прімера Федерасьйон | 2         | 1         | —     | —     | —         | —         | —     | —    | 2      | 1      |
| Всього за кар'єру | Всього за кар'єру | Всього за кар'єру   | 40        | 6         | 0     | 0     | 0         | 0         | 0     | 0    | 40     | 6      |